# Alexander Rüstow der Ältere

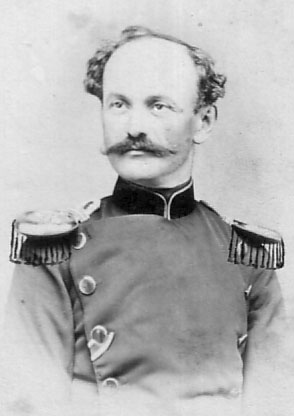
Alexander Rüstow d. Ä.

Alexander Rüstow (* 13. Oktober 1824 in Brandenburg an der Havel; † 25. Juli 1866 in Horitz) war Militärschriftsteller und preußischer Offizier. Er war der Bruder von Wilhelm Rüstow und Cäsar Rüstow sowie Großonkel von Alexander Rüstow.

## Leben
Alexander Rüstow trat als Soldat in preußische Dienste und wurde 1845 Offizier. 1849 erschien von ihm eine Schrift über den Küstenkrieg. Als Offizier nahm er an den Kämpfen im Deutsch-Dänischen Krieg 1848 und 1849 teil.
Als nach dem vorläufigen Friedensschluss 1850 preußische Offiziere aus dieser Armee abgezogen wurden, verließ er 1850 die preußische Armee, um sich der damaligen schleswig-holsteinischen Armee anzuschließen. Dort wurde er zum Hauptmann und Batteriechef ernannt, nahm am 27. Juli 1850 an der Schlacht bei Idstedt und den späteren Kämpfen teil. Im Dezember 1851 schied er aus dem schleswig-holsteinischen Dienst aus und trat am 22. Juni 1852 wieder in preußische Dienste ein.
Er besuchte zunächst die die Allgemeine Kriegsschule, die er 1856 mit hervorragenden Leistungen abschloss. Er erhielt den Ehrensäbel des Königs. 1856 bemühte er sich um ein Begnadigungsersuchen seines in der Schweiz im Exil lebenden Bruders Wilhelm Rüstow, scheiterte aber damit, obwohl sich der damalige preußische Abgeordnete in Frankfurt Otto von Bismarck für ihn beim König einsetzte. 1864 zog er – mit einem Kommando im Generalstab betraut – nochmals für Schleswig-Holstein in den Kampf gegen Dänemark. Für den Sturm auf Düppel wurde ihm der Rote Adlerorden IV. Klasse mit Schwertern verliehen. Danach gehörte er der Artillerieprüfungskommission an.
Im Februar 1866 wurde er zum Major und Abteilungskommandeur in der 8. Artilleriebrigade befördert. Im Deutsch-Deutschen Krieg kämpfte er in der Schlacht bei Gitschin und der Schlacht von Königgrätz, in der er so schwer verwundet wurde, dass ihm ein Fuß abgenommen werden musste. Er starb am 25. Juli 1866 im Lazarett von Horitz. Er blieb unverheiratet.

## Werke
Seine Schrift Küstenkrieg von 1849 war die erste ihrer Art, welche über diesen bis dahin wenig berücksichtigten Zweig der Kriegskunst etwas Bedeutendes brachte.